# 白汉洛耶稣圣心堂
白汉洛教堂，又称贡山白汉洛耶稣圣心堂，是一座位于云南省怒江傈僳族自治州贡山独龙族怒族自治县捧当乡迪麻洛村白漢社的天主教堂。

## 概述
1898年法国天主教巴黎外方传教会传教士任安守兴建，立面为中式牌楼式样。1905年白汉洛教案，烧毁教堂。1908年使用教案赔款重建。重建后的教堂为四合院庭院式建筑，有门厅、两厢房、钟楼、大厅、修女住房、花园、院落等建筑，除大厅为木结构石板顶建筑外，其他建筑均为土木结构瓦屋面。2000年10月11日公布为第二批怒江州文物保护单位；2003年12月18日公布为第六批云南省文物保护单位。
白漢洛教堂雖不處於傳統意義上的藏區，但當地的宣教仍屬於西藏宣教的一部份，也因此該堂之後歸屬康定教區。

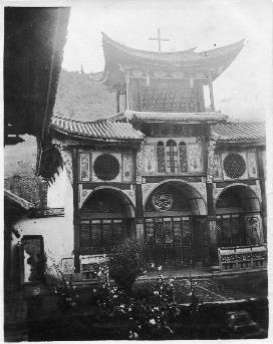
白漢洛聖心堂於1920年代